# 伊達吉村
伊達 吉村（だて よしむら）は、江戸時代中期の大名。仙台藩5代藩主。伊達氏21代当主。始め仙台藩一門宮床伊達家2代当主。官位は従四位上・左近衛権中将、陸奥守、贈従三位。
仙台藩で初の一門出身で賜姓伊達氏出身の藩主である。また、歴代仙台藩主中で最長在職の藩主であり、その治世は40年に及んだ。就任時点で破綻状態にあった仙台藩の財政を建て直したことから、仙台藩「中興の英主」と呼ばれる。

## 生涯

### 誕生から藩主就任まで
延宝8年（1680年）6月28日、宮床邑主・伊達宗房（2代藩主・伊達忠宗の八男）の嫡男として、陸奥国東磐井郡大原村（現岩手県一関市大東町大原)に生まれ、同村八幡寺にて教育を受ける。母は片倉景長の長女・松子。幼名は助三郎。
貞享3年（1686年）1月13日、父・宗房の死により家督を相続する。元禄3年（1690年）12月、元服し、従兄で藩主の伊達綱村から偏諱を賜り村房（むらふさ）と名乗る。元禄6年（1693年）の一門による藩主・綱村への諫言書提出には年少のため名を連ねていない。
元禄8年（1695年）3月、陸奥一関藩主・田村建顕の養嗣子に迎えられることになると、一家・小梁川家を継いでいた弟の宗辰（後の伊達村興）を呼び戻して宮床伊達家の家督を譲り、村房は一門上座の家格を与えられて5月には江戸の一関藩邸に入ったが、正式に養子縁組を幕府に届出る前に、跡取りのいなかった綱村の養嗣子に迎えられることになった。また、田辺希賢が侍講となる。
元禄9年（1696年）11月に藩主家の慣例により5代将軍・徳川綱吉から偏諱を賜って吉村に改名し、元禄15年（1702年）4月26日には久我通名の娘・冬姫と結婚した（冬姫は通名の弟・通誠の養女として嫁ぐ）。元禄16年（1703年）に養父・綱村が隠居に追い込まれると、家督を継いで仙台藩主となった。

### 藩主としての治世

#### 襲封当初の状況
宝永元年（1704年）5月21日、吉村は藩主となって初めて仙台に入ったが、この時点で仙台藩の財政は綱村の浪費と乱脈政治によって完全に破綻しており、吉村は直ちにその建て直しに取り組まねばならなかった。
まず対応を迫られたのが、綱村押込の直接の原因となった藩札の後始末である。宝永2年（1705年）1月に藩札の発行を停止したものの、既に出回っている藩札を回収するためにはその代価となる正金を用意しなければならず、翌宝永3年（1706年）9月には、このままでは参勤交代の免除を幕府に願い出る他ないとして知行高30石以上の藩士に対して手伝金の供出を命じ、年貢の半額を物納するか石高に応じた額の銭を納めるかを選択させた。こうして10月に藩札の通用がようやく停止したが、この年の仙台藩の赤字額は単年度で12万3000両にも達した。
このように吉村襲封当初の仙台藩の財政状態は、綱村が残した莫大な負債に加えて、その尻拭いに要する費用がさらに赤字を雪だるま式に増幅させるという悪循環に陥っており、また財政再建の最中にあっても正徳元年（1711年）11月には幕府から命じられた日光東照宮普請のため、さらに江戸・京都の商人から7万3700両の追加借入を余儀なくされるなど、極めて厳しいものであった。

#### 領内総検地計画とその失敗
こうした状況を少しでも改善するため、享保10年（1725年）年頭には寛永以来実施されなかった領内総検地「大改」を行なうことを表明した。これは、耕地所有者の異動・新田の隠田化・普請や荒れ地化による耕地面積の変化などを正常化することで土地制度の根本的立て直しと年貢増徴を目指したものであった。しかし、隠田が不作時に年貢負担の不足分を補う機能を果たしていること、一門など上級家臣のみならず中・下級家臣に対しても地方知行制が行なわれていた仙台藩においては下級給人や陪臣が知行地の一部を直接耕作することで家計を維持していることから、「保国寺」名義の意見書に代表される一門層を始めとする家臣側の反発が強く、半年後に事実上中止となり、翌年には検地の担当者であった出入司の岩淵安次・木戸有延が責任を取らされる形で処罰されている。以後、仙台藩においては、領内総検地が実施されないまま幕末を迎えることになる。

#### 役職整理、貨幣鋳造、買米仕法
一方で役職の整理を進め、享保11年（1726年）に屋敷奉行と兵具奉行を兼務とし、普請奉行を廃止して、その配下の普請方を出入司の直轄とした。また、享保14年（1729年）には郡奉行を8人から4人に減員し、享保16年（1731年）には龍ヶ崎奉行を廃して職務を郡奉行の兼役とした。
これと並行して享保12年（1727年）に仙台領産の銅を使用することを条件に、幕府の許可を得て銅銭（寛永通宝）を石巻で鋳造し、それを領内で流通させることで利潤を得た。また、買米仕法を再編強化し、農民から余剰米を強制的に供出させ江戸に廻漕して換金した。18世紀初めから中頃にかけての江戸市中に出回った米のほとんどが、仙台産であったと言われているほどである。享保17年（1732年）、西国で享保の大飢饉が発生すると、この年奥州は豊作であったため、大量の米を江戸に送って売りさばき50万両を超える収益を上げた。このため藩財政は一気に好転し、ようやく単年度での黒字を実現できるようになった。

#### その他
元文元年（1736年）に養賢堂の前身となる学問所を創立した。

### 隠居後
寛保3年（1743年）7月、四男・久村（宗村）に家督を譲って隠居し、袖ヶ崎の下屋敷に移った。宝暦元年12月24日（1752年2月8日）死去。享年72。

## 官位履歴
- 元禄8年（1695年）12月 - 従五位下越前守に叙任。
- 元禄9年（1696年）11月2日 - 従四位下に昇叙し、侍従を兼任。
- 元禄16年（1703年） - 陸奥守・左近衛権少将に転任。
- 正徳元年（1711年） - 従四位上に昇叙し、左近衛権中将に転任。
- 昭和3年（1928年） - 従三位追贈。

## 人物・逸話
- 綱村は吉村の性格について、性格的にも物事を深く考え思慮深く、政治に対する取り組みも人並みに優れ、以前の姿に戻したいという志を持ち、仁愛をもって人に接しうる人柄であるが、他方で理詰めで考えすぎ、とかくすると理屈に過ぎることが欠点であると評価している。
- 吉村は和歌・書画など芸術面にも優れた才能を示した。絵は大和絵に習った繊細な画風に特色があり、専門絵師でもあまり描かない自画像すら手掛けるほどの画力をもっていた[1]。享保9年（1724年）には長谷川養辰に命じて、伊達氏初代・朝宗から自分に至るまでの歴代当主21人の肖像画集『伊達家歴代画真』を制作させているが、その下絵は吉村が手ずから描いている。
- 元文2年（1737年）10月5日、吉村の娘・和姫の夫である岡山藩主・池田継政の使者と称する旗本が江戸の仙台藩上屋敷を訪問し、和姫と継政の関係の悪化と彼女の病気を理由に離縁と絶交[注釈 2]を通告した。対応した仙台藩の家老は責任が全て和姫にあるような使者の言い分に反発して、継政にその説明を求めたいと述べた。使者はその件に関しては継政に伝えるが、離縁届は既に老中に提出済であると述べた。報告を受けた吉村は既に離縁届が出されてしまったのであれば離縁は止むを得ないが、本来は離縁届は共同で幕府に出すものなのに事前の挨拶も話し合いもなく一方的に離縁届を出されたとして伊達家側からも絶交を通告した。当時の慣例では離縁を原因として当事者双方の家が絶交したとしてもほとぼりが冷めた頃に和順（和解）が成立するものであったが、池田家側の態度を「無礼」とみた伊達家の反発は収まらず、仙台藩と岡山藩の絶交状態は47年後の天明4年（1784年）まで続いた（「元文離婚事件」）[2]。

## 作品
歌集
- 『隣松集』
- 『続隣松集』

絵画
- 「自画像」 絹本著色 仙台市博物館蔵
- 「六所玉河和歌御手鑑」 紙本著色 1帖  仙台市博物館蔵
- 「源氏八景御手鑑」 絹本著色 1帖 仙台市博物館蔵
- 「京極定家・後京極良経像」 双幅 福島美術館蔵
- 「たかがり・すなどり図」 2巻 仙台市博物館蔵
- 「竹梅図」 紙本墨画 仙台市博物館蔵

## 系譜
- 父：伊達宗房（1646年 - 1686年）
- 母：貞樹院 - 松子、片倉景長の長女
- 養父：伊達綱村（1659年 - 1719年）
- 正室：長松院（1689年 - 1745年） - 貞子、冬姫、久我通誠の養女、久我通名の娘 
  - 長女：英姫（1705年 - 1706年） - 早世
  - 次女：和姫（村子）（1706年 - 1746年） - 心定院、岡山藩主池田継政正室。池田宗政の生母で、細川護煕と近衞忠煇の父方の高祖父池田章政は宗政次男相良長寛の曾孫。
  - 三女：富姫（徳子）（1710年 - 1747年） - 宇和島藩主伊達村年正室。伊達村候の生母。村候次男山口直清の子孫から伊達宗城など幕末の藩主が輩出されている。
  - 四女：橘姫（1712年 - 1715年） - 早世
  - 五女：敏姫（1713年 - 1714年） - 早世
  - 四男：伊達宗村（1718年 - 1756年） - 四男。初め久村。兄たちの早世に伴い嫡子となり6代藩主となる
- 側室：於隆の方 - 清涼院、岡村氏
  - 長男：伊達村匡（1709年 - 1722年）
  - 六女：三保姫（琨子）（1723年 - 1747年） - 淀藩主稲葉正益正室
- 側室：於曽恵の方 - 円球院、鈴木氏
  - 次男：伊達菊次郎（武三郎）（1711年 - 1713年） - 早世
  - 三男：伊達村風（1715年 - 1735年） - 一門、伊達右京家（3000石）を興すも一代で無嗣断絶
- 側室：倫 - 於多智の方、恵心院、高橋治昌の娘
  - 七女：百合姫（藤子）（1733年 - 1747年）
  - 八女：郷姫（昌子）（1735年 - 1752年） - 片倉村廉正室
  - 五男：田村村隆（1737年 - 1782年） - 伊達村勝、始め登米伊達村倫の養子となり登米伊達家8代当主後に田村村顕の養子となり一関藩4代藩主
  - 六男：某（1739年 - 1739年） - 早世
  - 七男：伊達富之助（1741年 - 1745年） - 早世
  - 八男：伊達村良（1743年 - 1787年） - 同母兄・村勝の養子、登米伊達家9代当主
- 養子
  - 女子：孝姫（道子）（1713年 - 1769年） - 久我通名の娘、宮床伊達村胤室

```
伊達忠宗━┳伊達綱宗━━伊達綱村
　　　　　┃
　　　　　┃　　　　　┏伊達村興━━伊達村胤
　　　　　┗伊達宗房━┫　　　　　　　┃
　　　　　　　　　　　┗伊達吉村　　　┃
　　　　　　　　　　　　　┃　　　　　┃
　　　　　　　　　　　┏冬姫　　　　　┃
　　　　　┏久我通名━┫　　　　　　　┃
久我広通━┫　　　　　┗━━━━━━孝姫
　　　　　┗久我通誠

```

## 偏諱を受けた人物
吉村時代（仙台藩主在任中、1703年 - 1743年）
- 伊達村匡（長男）
- 伊達村風（三男）
- 伊達宗村（四男・嫡子）
- 伊達村侯（五男、のち兄・宗村の1字を受け伊達村勝、田村村隆に改名）
- 伊達村良（八男）
- 伊達村胤（宮床伊達家、吉村の甥（実弟・村興の子））
- 伊達村茂（初め片倉村信、吉村の甥（実弟・村興の子）、のち実兄・村胤の早世に伴い実家の宮床伊達家を継承）
- 伊達村年（伊予宇和島藩4代藩主、吉村の従兄弟・娘婿）
- 伊達村候（伊予宇和島藩5代藩主、村年の子で吉村の外孫にあたる）
- 伊達村豊（伊予吉田藩3代藩主）
- 伊達村澄（村豊の長男、早世）
- 伊達村信（伊予吉田藩4代藩主、村澄の弟）
- 伊達村実（亘理伊達家）
- 伊達村定（涌谷伊達家）
- 伊達村盛（村定の子、初め村重）
- 伊達村胤（村定の子、村盛の実弟・養嗣子）
- 伊達村景（村定の実弟、水沢伊達家を継承）
- 伊達村倫（登米伊達家）
- 伊達村望（岩谷堂伊達家）
- 伊達村緝（岩出山伊達家）
- 伊達村通（村緝の子）
- 伊達村敏（村緝の実弟、初め中村村高、のち川崎伊達家を継承）
- 石川村満
- 石川村俊（村満の子）
- 片倉村休
- 片倉村信（のちの伊達村茂、吉村の甥（実弟・村興の子）、一時片倉村休の養子となるが、前述の通り実家の宮床伊達家を継承）
- 片倉村定（初め遠藤家に養子入りしていたが、村信が実家に戻ったのに伴い実家の片倉家を継承）
- 白河村広（真坂白河家5代当主）
- 田村村顕（従弟、一関藩主、伊達村侯（田村村隆）の養父）
- 三沢村為（三沢宗直の子で伊達村望の実兄）
- 三沢村清（村為の養子）